# Mutterliebe

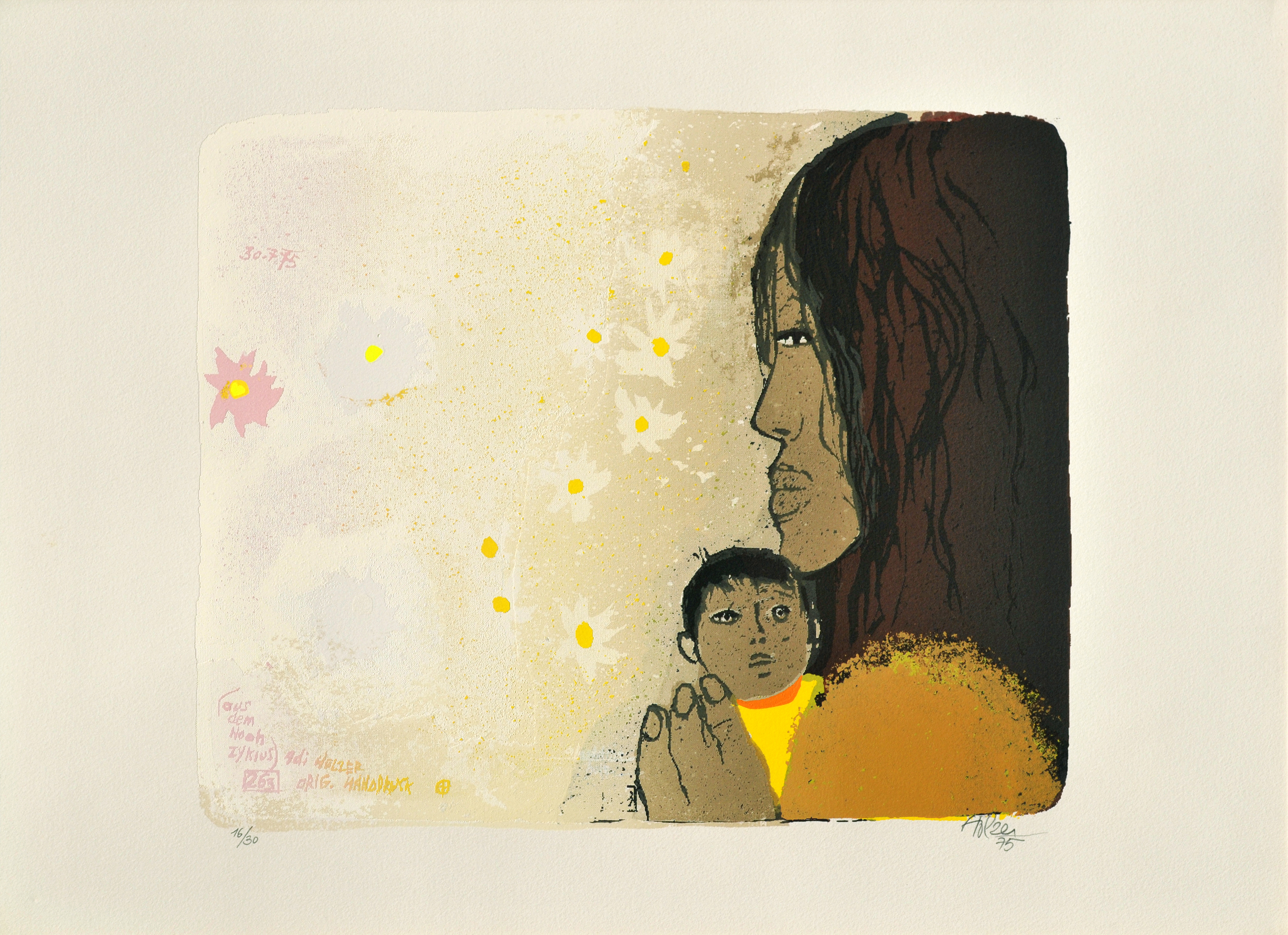
Mutter und Kind von Adi Holzer.

Als Mutterliebe bezeichnet man die Liebe einer Mutter zu ihren Kindern, im engeren Sinne eine vor allem durch die Geburt herausgehobene besonders starke Gefühlsbindung zu ihren leiblichen Kindern. (Die ebenfalls mögliche Wortbedeutung „Liebe eines Kindes zu seiner Mutter“ wird hier nicht behandelt.)

## Voraussetzungen und Wirklichkeit

### Mutterliebe als Anspruch

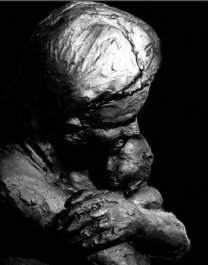
Skulptur Mutter mit Kind

Gegenwärtig und insbesondere in Deutschland und Italien stellt eine von der Mutter auch nach außen dargestellte Liebe bis hin zur Selbstlosigkeit quasi eine Erwartungshaltung der Gesellschaft dar; die Mutterliebe wird vielfach als die ursprünglichste und stärkste Form der Liebe angesehen. Unausgesprochen wird oft vorausgesetzt, dass die Mutterliebe zu allen Kindern gleich stark sein solle. Mutterliebe wird dementsprechend also als Regel erwartet und beobachtet. Weitere Ansprüche umfassen die Gleichheit der Liebe zu allen Kindern und gleichermaßen zu Söhnen und Töchtern. Diese Ansprüche entlarvt Frankreichs große Philosophin und Feministin Elisabeth Badinter als unrealistisch. Mütter seien Menschen und müssten „mit dem leben, was ihnen selbst mitgegeben wurde, und sie können auch nur das weitergeben.“ Gefühle zu seinem Kind zu entwickeln, so Badinter, sei kulturell bedingt und nicht biologisch, wie es häufig suggeriert werde. Somit ist Mutterliebe weder notwendige Folge der Mutterschaft noch lässt sie sich biologisch erklären.

### Leibliche und andere Mütter
Umstritten ist die Notwendigkeit der biologischen Mutterschaft, das heißt, ebenso wie beim Begriff Mutter selbst, die Ausdehnung des Begriffes Mutterliebe auf andere Personen, die Hauptbezugspersonen für das Kind darstellen. Dies bezieht sich insbesondere auf Adoptivmütter und allgemeiner auf diejenigen Menschen (Frauen), die das Kind täglich betreuen und erziehen. Hierbei ist insbesondere die individuelle persönliche Wahrnehmung betroffener Personen sowie das sprachliche und kulturelle Stereotyp der Mutterliebe von der wissenschaftlichen Beurteilung zu trennen.
Wissenschaftlich scheint hier, je nach Fachgebiet und vertretenen Theorien, die unterschiedliche Gewichtung der Prägung eines Menschen durch Erbanlagen (Vererbung im Verhältnis zur Prägung durch Erfahrung und Erziehung) durch. Dies ist ein alter wissenschaftlicher Konflikt, wobei sich die Präferenz der wissenschaftlichen Lehrmeinung(en) in den vergangenen Jahrzehnten und Jahrhunderten häufig geändert hat.
Soziologisch sind unter anderem wesentliche Unterschiede im Entscheidungsprozess für das Kind zu betrachten:
Der biologischen Mutter steht (allenfalls) eine Entscheidung „für“ ein Kind zur Verfügung. Die Geburt des Kindes begründet, zumindest biologisch, unumstößlich die Mutterschaft zu ebendiesem Kind (Pater semper incertus, mater certa – „der Vater ist immer ungewiss“). In der Unwiderruflichkeit der biologischen Mutterschaft liegt eine Form der Bindung, die sowohl bei anstrengender Pflege als auch bei der Erziehung von Kleinkindern bis hin zu Konflikten mit erwachsenen Kindern die Mutterliebe beeinträchtigen können. Ist das Kind sehr unwillkommen, können sehr lieblose Handlungen die Folge sein, bis hin zur Kindestötung, einer auch in der gegenwärtigen deutschen Gesellschaft nicht völlig ungewöhnlichen Tat (mit großer Dunkelziffer).
Anderseits können Pflegemütter, Adoptivmütter oder Stiefmütter, etwa auch in Patchwork-Familien, innige Beziehungen und Gefühle zu „ihren“ Kindern entwickeln. Nicht alle diese Mütter adoptieren die ihnen anvertrauten Kinder, denn ein derartiger Schritt setzt qua Gesetz die explizite Zustimmung der leiblichen Eltern des Kindes voraus, die im Vergleich selten vorliegt, da mit ihr die Verwandtschaft vor dem Gesetz für immer und unwiederbringbar erlischt. Auch bei der Bindung der Pflegeeltern zu ihren Pflegekindern muss zwischen Kurzzeit- und Dauerpflegekindern unterschieden werden. Nur Letztere sind durch die Pflegesituation langfristig in ihre neue Familie eingebunden und die Entwicklung eines engen Mutter-Kind-Verhältnisses ist insofern explizit erwünscht.
Obschon also viele dieser annehmenden Mütter per Gesetz rein gar nicht mit „ihrem“ Kind verwandt oder ihm zugehörig sind, stärkt dieser Aspekt die Mutter-Kind-Bindung oft auch. Ist man der leiblichen Mutter unentrinnbar verbunden, geht die Wahl für oder gegen annehmende Mütter – und annehmende Eltern generell – stets auch vom Kind aus. Vor Gesetz und Gesellschaft wird es allerdings oft schwierig für diese Konstellationen, denn die „Mütter“ dürfen viele wichtige Dinge für „ihre“ Kinder nicht entscheiden – oft noch nicht einmal die einfachsten. Stiefkind- und Pflegekindgesetze sind höchst komplex, praktisch eine „Wissenschaft für sich“.

### Äußerungsformen

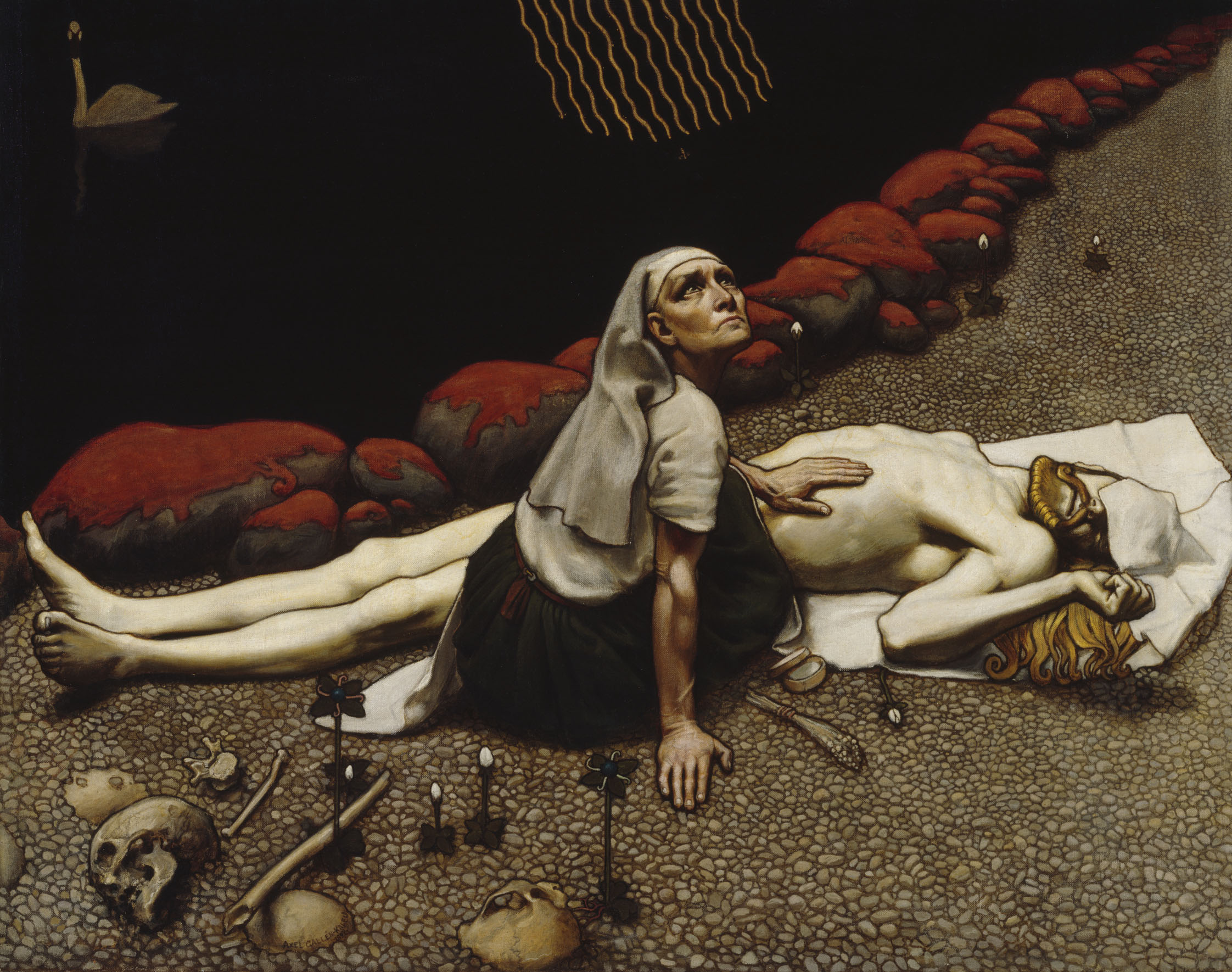
Akseli Gallen-Kallela, Lemminkäinens Mutter, 1897

Neben dem erst in jüngerer Zeit romantisierten Gebärvorgang ist insbesondere das Stillen mit Muttermilch ein gefühlsintensiver Kernbereich, in dessen Zusammenhang die Mutterliebe sich auszubilden vermag. Mütter erleben das Stillen allerdings durchaus unterschiedlich und ambivalent, so dass „erfüllte“ Liebe keineswegs das alleinige oder vorherrschende Gefühl dabei darstellen muss. Jedoch gilt auch hier, dass nicht nur die biologische Mutter ein Kind stillen kann, von der Amme über die insbesondere im orientalischen Raum bekannte Milchmutter bis hin zum Füttern des Kindes mit industriellen Produkten aus Milchpulver gibt es hier viele Möglichkeiten.
Wie beim allgemeineren Begriff der Liebe, wird auch unter der Mutterliebe je nach den Maßstäben von verschiedenen Gruppen, Zeiten oder ganzen Kulturen etwas Anderes verstanden. Dies bezieht sich insbesondere darauf, worin sich „Mutterliebe“ oder als verwandter Begriff, Mütterlichkeit überhaupt, im Einzelnen äußert. Eine innig-intime Gefühlsbetontheit wäre vor 200 Jahren eher ungewöhnlich gewesen, hier hätte man eher Aufopferungswillen und tätige Sorge als Merkmal von Mutterliebe verstanden, und einen mit zu viel Zärtlichkeit bedachten Jungen beispielsweise schnell als „Muttersöhnchen“ tituliert.

## Wissenschaftliche Aspekte

### Biologie
Eine biologische These ist, dass Mutterliebe-analoges Verhalten (bei Tieren spricht man eher von Mutter-Kind-Bindung) evolutionär entstanden sei und bei manchen Säugetierarten, besonders bei Primaten, die eine lange Entwicklungszeit der Kinder haben, der Arterhaltung und sozialen Lernprozessen diene. Das ganze Spektrum der Wortbedeutung Mutterliebe beim Menschen ist aber sicher nicht durch diesen biologischen Erklärungsversuch abgedeckt. Eine enge Mutter-Kind-Bindung tritt auch nicht bei allen Säugetieren auf. Da das ganze Verhalten beim Menschen stärker durch kulturelle und soziale Prozesse als durch biologische Grundlagen geprägt ist, können Menschen jedenfalls auch ohne Liebe ihrer leiblichen Mutter aufwachsen (und sogar eine „gute Mutter“ werden), vor allem dann, wenn dafür institutionell vorgesorgt wird.

### Anthropologie
Mutterliebe im gefühlsbetonten Sinn, als Grundlage einer Mutter-Kind-Beziehung, gibt jedoch dem Kind im Säuglingsalter eine gute Chance, ein „Urvertrauen“ zu seiner Umgebung aufzubauen (vgl. Dieter Claessens’ Familie und Wertsystem), das nach einem Jahr die „Sozialisation“, das Lernen der jeweiligen gesellschaftlichen Regeln und Normen, sehr erleichtert. Doch muss sich dieses Urvertrauen des Kindes nicht notwendigerweise auf die biologische Mutter fixieren, so dass auch Vater, Großeltern oder eine biologisch nicht verwandte Person die Funktion der primären Bezugsperson einnehmen können. Der Sozialisationstheoretiker Alfred Lorenzer spricht von der Mutter-Kind-Dyade, in der die Mutter auch die erste „Schnittstelle“ zur Gesellschaft darstellt, also aktiv an der Sozialisation des Kindes teilhat.

### Psychologie
Zugleich gibt es aber auch psychologische und psychoanalytische Erklärungen, die – von der gesellschaftlich vorgegebenen Form der Mutter-Kind-Beziehung ausgehend – das Beziehungs- und Emotionsgeflecht zwischen Mutter und Kind analysieren und ggf. das spätere Mutterverhalten beim geliebten oder ungeliebten Kind einbeziehen.
So unterscheidet z. B. Erich Fromm in Die Kunst des Liebens zwischen mütterlicher und väterlicher Liebe. Demnach erführe man die mütterliche Liebe bedingungslos, während man sich väterliche Liebe z. B. durch gute Zeugnisse oder herausragende sportliche Leistungen verdienen müsse. Dabei ist allerdings auch laut Fromm die mütterliche Liebe nicht der leiblichen Mutter vorbehalten, sondern gleichfalls eine Folge der gesellschaftlichen Organisation der Kindheit. Die Rolle der Mutter ist also auch bei Fromm ein Platzhalter für die Rolle der primären Bezugsperson des Kindes, die aber gleichwohl im Regelfall die leibliche Mutter einnimmt.
Der Psychologe und Neurologe Craig Kinsley hat in der zweiten Hälfte der 2000er Jahre anhand von Versuchen mit Ratten nachgewiesen, dass mütterliches Verhalten nicht angeboren, sondern hormonell bedingt ist und erlernt wird.

### Soziologie
Wie erwähnt, ist Mutterliebe auch ein kulturelles Stereotyp. Insbesondere wird Mutterliebe in vielen Kulturen, insbesondere auch im mitteleuropäischen Raum, gesellschaftlich als „natürlich“ unterstellt, so dass die Verletzung dieser Selbstverständlichkeit (eine Rabenmutter) der Rechtfertigung bedarf. Durch diese gesellschaftliche Erwartung und sogar Überhöhung haben Konzepte der „Mutterliebe“ damit auch stark ideologischen Charakter und können damit sehr anspruchsvoll, ja sogar unerfüllbar sein.
Ein systematisch unterschiedliches Verhalten gegenüber Erst- und Nachgeborenen, sowie gegenüber Söhnen und Töchtern, wobei letztere ihre Emanzipationssuche viel schärfer gegen die soziale Rolle der Mutter richten, ist Gegenstand soziologischer Forschung und Theorien. Das Gleiche gilt für die sich dabei unterschiedlich ausprägende Kindesliebe zur Mutter.
Ob es überhaupt bei Menschen „von Natur“ ein solches Gefühl gebe, ist anthropologisch durchaus umstritten; bei Tieren gibt es jedenfalls völlig unterschiedlich ausgeprägte mütterliche Instinkte, die durchaus auch gänzlich ohne Schutz und Pflege auskommen.
Die Unterstreichung der Mutterliebe gegenüber der väterlichen Liebe (Vaterliebe) und die daraus abgeleitete Vermutung einer engeren Bindung zwischen Mutter und Kind wird, insbesondere in rechtlichen Konflikten, beispielsweise bei Scheidungen, kulturell – das heißt in unterschiedlichen Kasten, Ständen, Klassen, Schichten, Berufsgruppen – sehr unterschiedlich gehandhabt.
Unterschiede der Mutter- zur Vaterliebe sind ebenfalls in allen Gesellschaften stereotype Kulturmuster und zeigen sich bereits in der unterschiedlichen Betonung je eines Elternteils, wie bei Muttersprache und Vaterland oder „Vater Staat“ und „der Schoß der Kirche“.

## Rezeption
Die Beobachtung, dass jede Mutter ihr Kind als das schönste ansieht, fand ihren literarischen Niederschlag unter anderem in der Fabel von La Fontaine Der Adler und die Eule.